# 精彩黑魚
精彩黑魚為輻鰭魚綱狗魚目狗魚科的其中一種，分布於俄羅斯遠東楚科奇一带的阿姆古埃马河流域，棲息在底層水域。